# Peleteria ferina
Peleteria ferina là một loài ruồi trong họ Tachinidae.